# Colorado Ranger (cavallo)
Il Colorado Ranger è una razza equina che prende il nome dalle Colorado High Plains negli Stati Uniti d'America. È una razza che deriva da due stalloni arrivati negli USA dalla Turchia. Il Colorado Ranger è registrato alla Colorado Ranger Horse Association ma per essere iscritti, un cavallo deve avere una discendenza diretta da uno dei due stalloni fondatori, Max#2 e/o Patch#1.

## Storia
Questa razza equina ha origine nel 1878, quando il presidente degli Stati Uniti d'America visitò il sultano Abdul Hamid della Turchia. Per omaggiare la loro amicizia, il Sultano regalò al presidente due stalloni: un barb grigio di nome Linden Tree e uno di discendenza araba di nome Leopard. Nel 1879 arrivarono in Virginia e vennero notati da un cavaliere di nome Randolph Huntington, il quale vide in loro una grande opportunità di migliorare la sua razza di cavalli leggeri. Per i quattordici anni successivi Randolph arrivò con la sua nuova razza ad un alto valore, con l'uso della Barb e del sangue arabo. Nel 1906 però, con l'introduzione della "carrozza a motore" e per diversi problemi finanziari, la razza di Huntington (oltre 100 capi) arrivò ad una fine. Nel 1894 il generale L.W.Colby, che aveva molte proprietà ranch in Nebraska, riuscì a farsi dare Leopard e Linden Tree per una stagione riproduttiva e li usò per allevare un certo numero di cavalle. Il suo allevamento ebbe successo nel produrre animali di alta qualità infatti alcuni allevatori collaborarono con il Colby ranch tra cui uno in particolare, A.C. Whipple, che acquistò un gruppo di cavalle e uno stallone. Tutte le cavalle erano nate da uno dei due progenitori, Leopard o Linden Tree, e lo stallone, Tony, era nipote di Leopard.
Questo stallone venne incrociato con le cavalle di Colby e la progenie di questi incroci portò alla nascita del Colorado Ranger Horse. I primi allevatori di questa razza non erano interessati al colore del mantello, ma a migliorare alcune caratteristiche dell'allevamento. L’evoluzione della razza continuò con Mike Ruby, nato in una famiglia di noti cavalieri da cui sviluppò presto l’interesse per i cavalli in particolare per quelli allevati nel ranch di Whipple. I Whipples stavano sviluppando un programma di allevamento intensivo di semi Barb-Arab che avevano acquisito dal ranch di Colby in Nebraska. Questi cavalli avevano ottime caratteristiche come capacità di lavoro, buone disposizioni, e molta resistenza. All'inizio del 1930 Ruby acquistò Patches, figlio di Tony, dal ranch di Colby, e Max dal ranch dei Whipples e con questi due stalloni iniziò la sua linea di allevamento. Patches e Max diedero vita a tre figli conformi alla linea Colorado Ranger e oggi questi cinque stalloni sono inseriti nei pedigree di ogni Colorado Ranger esistente. Nel 1934, Ruby fu invitato a mostrare due dei suoi stalloni al Denver Stock Show e in questa occasione i due stalloni vennero visti da migliaia di visitatori.
Consigliato dalla Colorado State University, la nuova razza di questi cavalli è stata ufficialmente chiamata Colorado Rangers, ciò significava che i cavalli provenivano dal Colorado e venivano allevati e cresciuti in ottime condizioni. Oggi vengono più comunemente conosciuti come Rangerbreds, anche se il nome ufficiale rimane. Mike Ruby ha fondato la Colorado Ranger Horse Association nel 1935 e così la razza è stata ufficialmente registrata. Ruby per tutta la sua vita si dedicò alla formazione di questa razza fino alla sua morte avvenuta nel 1942.All'inizio del 2005 erano registrati più di 6.000 cavalli presso la CRHA, con cavalli registrati annualmente in numero tra 100 e 125. Oggi molti Colorado Rangers si trovano nel Midwest, in Canada e nelle parti orientali del paese, compresi gli stati del Michigan, Ohio e Pennsylvania.

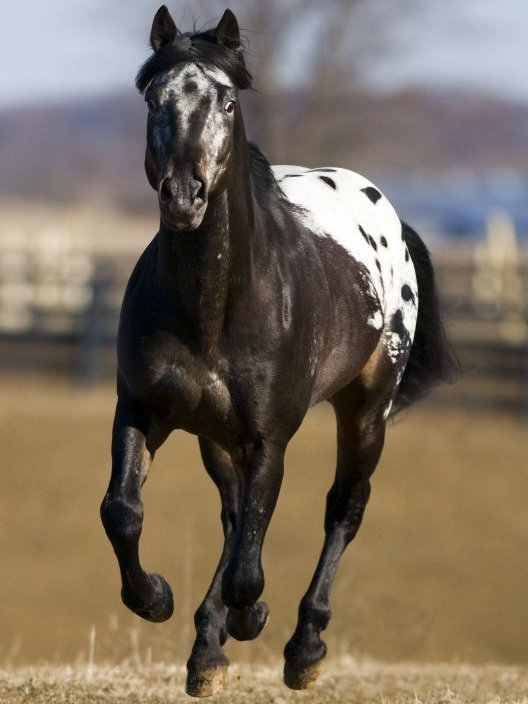
Appaloosa inserito nella CRHA

## Caratteristiche morfologiche
I cavalli Colorado Ranger sono molto simili agli appaloosa tanto che possono essere inseriti nel registro ufficiale della razza. La principale differenza è che per essere registrati come cavallo di razza Colorado Ranger, devono essere imparentati con i due stalloni fondatori di questa linea genetica. Entrambi i genitori possono essere di razza pura e fare parte della razza Colorado Ranger o possono anche essere 'meticci' se uno dei due genitori non è un purosangue. In questo caso il genitore che non è di linea purosangue può essere di varie razze: Appaloosa, Ara Appaloosa, Arabo, Purosangue o Quarterhorse americano.
Generalmente l'altezza media al garrese è di circa 145-165cm, con un peso di 400-450 kg e con un'aspettativa di vita di circa 30 anni. 
Dal punto di vista morfologico i Colorado Ranger sono cavalli magri, compatti e raffinati. Hanno una testa sinuosa e orecchie reattive, profilo facciale dritto, con collo lungo, arcuato e molto muscoloso. Hanno un petto profondo e un dorso corto e compatto che collega spalle e groppa inclinate e muscolose. Gli arti sono relativamente corti e agili, adatti al lavoro agricolo, al trail riding, ma anche a passeggiate di piacere. Questa razza nasce come cavallo da ranch per la sua resistenza e il suo innato "senso della mucca" scopo per il quale è ancora molto usato assieme alle altre attività lavorative, soprattutto nel Nord America. 
È intelligente e versatile di temperamento, coraggioso e difficile da spaventare, docile e di facile addestramento dovuto al luogo di origine della razza.
Il Colorado Ranger Horse è una razza che non ha specifiche norme sul colore del mantello. Può essere di vari colori tra cui: baio, roano, nero, castagno, grigio. IL mantello molto spesso non è a tinta unita ma presente varie come ad esempio a quadri, leopardati maculati e tricolore.
Per essere inserito nel libro genealogico il cavallo non può essere di colore pinto o paint e no può discendere da pony o draft nelle ultime cinque generazioni.

### Registri
Nel 1964, la Colorado Ranger Horses Association (CRHA) ha fissato un limite di cinquanta membri, ma la registrazione è aperta a tutti coloro che soddisfano i requisiti pedigree, indipendentemente dalla provenienza del proprietario. Da quel momento la CRHA ha registrato molti Appaloosa con patrimonio Rangerbred che però vennero persi negli anni dall'organizzazione, altri Appaloosa invece, sempre con patrimonio Rangerbred sono stati riconosciuti grazie a una continua ricerca dei pedigree. Uno studio recente ha dimostrato che uno su otto Appaloosa può essere inserito nel registro con il CRHA. I pedigree di Appaloosa sono controllati dall'organizzazione attraverso il loro patrimonio, senza però apportare alcun costo al proprietario. Questo portò ad avere il 90% di tutti i registrati Rengerbred, registrati anche come Appaloosa.
La CRHA è il registro di razza equina occidentale più antico degli Stati Uniti fondato da Mike Ruby, il quale non voleva che venisse considerata l'abilità di un cavallo solo in base alla tipologia del suo mantello, infatti non è un registro di colori. I Rengerbred hanno un'ampia variabilità di colore di mantello; dai baio, neri classici, grigi, e roani, fino a mantelli a leopardo. Proprio perché ci sono così tante varietà i Rengerbred hanno lo stesso status di registrazione indipendentemente dal colore. Il registro utilizza ancora il sistema di classificazione della linea di sangue che venne sviluppata da Ruby per indicare la concentrazione di consanguineità, questa è una razza che traccia la sua purezza, infatti accetta solo linee di sangue conosciute per rientrare nei requisiti della registrazione, il cavallo deve dimostrare una diretta discendenza da uno degli stalloni originali della razza, Patch#1 e/o Max#2. I Rangerbreds possono essere incrociati a cavalli di altri registri riconosciuti, tra i quali JockeyClub, American Quarter Hors Association Appaloosa registri (Stati Uniti, canadese, e altri), Associazione cavalli Arabi, AraAppaloosa, e Fondazione Allevatori Internazionale. in alcuni casi possono anche essere incrociati a cavalli registrati all'Appaloosa Color Breeders Association, American Appaloosa Association e International Colored Appaloosa Association. Alcuni incroci invece non sono approvati come quelli con Paint, Pinto e pony. Le fattrici incrociate devono essere registrate in uno di questi registri, oppure devono dimostrare la tracciabilità della parentela in uno o in una combinazione dei registri ammessi, con la successiva approvazione.

## Cura e benessere del cavallo
Per ottenere i migliori risultati nella cura del cavallo si può utilizzare un pettine al curry, che facilita la rimozione dello sporco e di detriti dal mantello; un pennello dandy e una lama per una ulteriore pulizia; un pennello per le aree più sensibili come le gambe, quest'ultimo aiuta anche a donare un tono più lucente al mantello alla fine della pulizia. Per mantenere lisci sia criniera che coda del cavallo si possono usare un balsamo e uno spray che vada a districare e facilitarne la pettinatura, associato ad un utilizzo quotidiano di un pettine. per la pulizia degli zoccoli, utilizzare una punta per sollevare sassi o sporcizia, che si depositano dopo un'attività all'aperto.

## Utilizzo

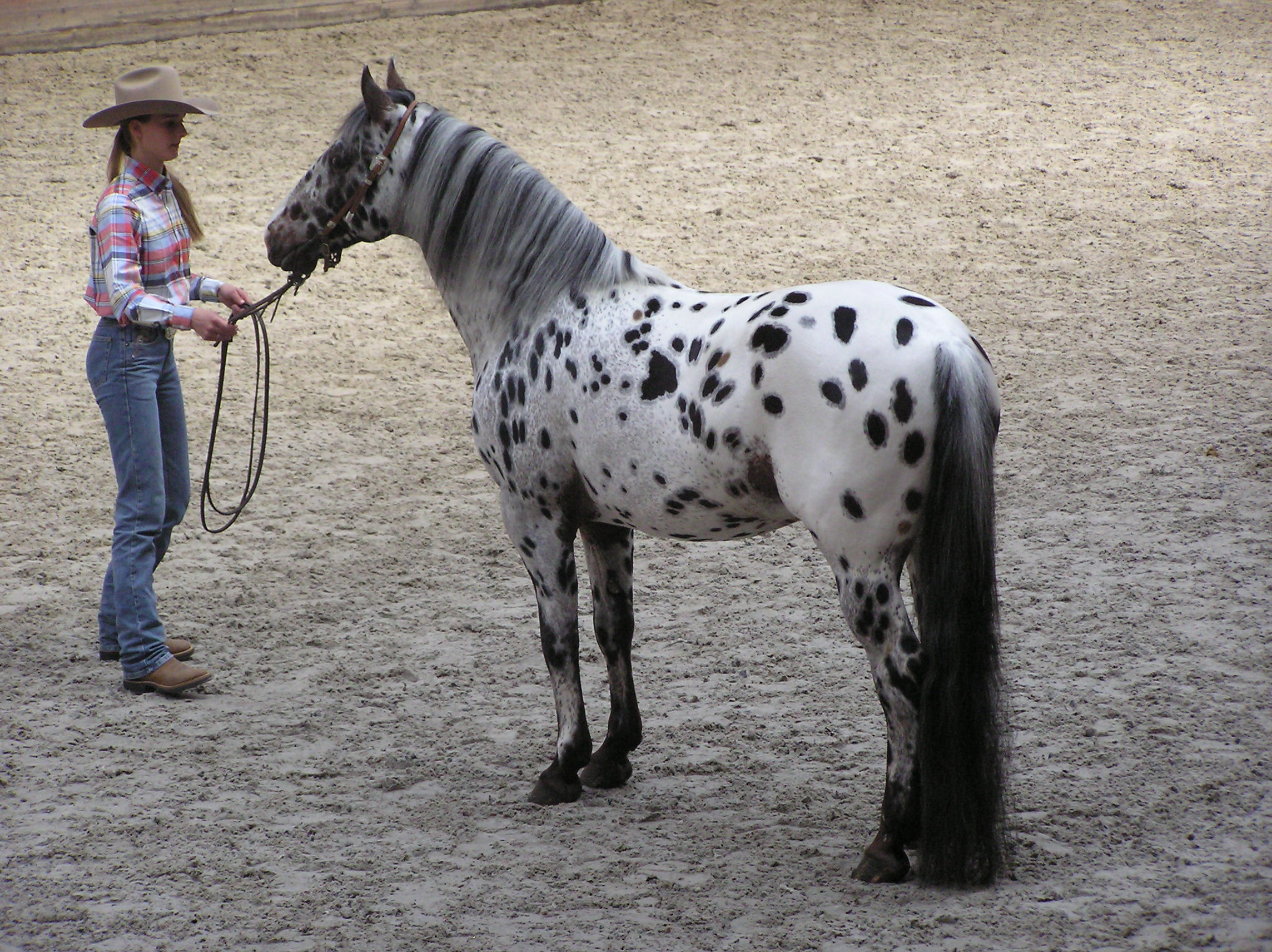
Pratica del dressage

Il cavallo Colorado Ranger è impiegato nei lavori agricoli e nel tiro leggero, ma presenta anche una buona attitudine come razza da sella (in Colorado viene infatti impiegato per il turismo equestre, soprattutto per lunghe distanze).
Questa razza è dotata di ottime abilità come cavallo da lavoro, e presenta una notevole resistenza. Queste caratteristiche la rendono ideale per la competizione nelle gare di performance e nelle gare di resistenza, ed i cavalli di questa razza possono essere impiegati anche all'interno dei ranch grazie al loro elevato "cow sense".
Altri usi per questa razza sono il riding da diporto e show horse in monta inglese e western.
Il temperamento e l'intelligenza caratteristica di questa razza ne permettono un facile addestramento, mentre le caratteristiche morfologiche specifiche di resistenza permettono una buona adattabilità dei soggetti a terreni accidentali e a condizioni meteorologiche avverse. Grazie a queste caratteristiche i cavalli di questa razza vengono quindi impiegati per i lavori all'interno dei ranch tra cui il controllo e la guida del bestiame e la pastorizia.
Presentano anche un'elevata competitività che li rende ottimi per le discipline inglesi, tra cui il dressage ed il salto ad ostacoli.
Nel versante occidentale vengono invece impiegati per discipline come il roping, barrel racing, rodeo e trail riding.